# Ligue nationale
Pour les articles homonymes, voir Ligue nationale (homonymie).
La Ligue nationale (National League en anglais) est une des deux ligues de la Ligue majeure de baseball aux États-Unis et au Canada. Elle est fondée en 1876. Depuis 1903, le champion de la Ligue rencontre le champion de la Ligue américaine dans les Séries mondiales. Après la Série mondiale 2022, les équipes de la Ligue nationale ont remporté 81 Séries mondiales, contre 67 pour l'Américaine.
Les actuels champions de la Ligue nationale de baseball sont les Dodgers de Los Angeles.

## Histoire
La ligue est fondée le 2 février 1876 à New York par huit franchises. Six d'entre elles ont disparu.
Traditionnellement, les équipes des deux ligues ne s'affrontaient jamais sauf en Série mondiale, en match pré-saison, ou lors de rencontres spéciales ne comptant pas pour le calendrier (par exemple la Coupe Pearson entre Montréal et Toronto. Les Ligues majeures de baseball ont décidé d'organiser des matchs inter-ligues en 1995, favorisant les rivalités entre des villes situées à proximité (Oakland et San Francisco, Los Angeles et Anaheim) ou entre deux équipes d'une même ville (White Sox de Chicago, Cubs de Chicago).
Jusqu'en 2022, la grande différence entre les deux ligues est que la Ligue américaine utilise un frappeur désigné. Cette différence disparaît lors de l'introduction du frappeur désigné en Ligue nationale lors de la saison 2022.

## Équipes actuelles

### Division Centrale
- Brewers de Milwaukee : depuis 1998, après avoir fait partie de la division Ouest de la Ligue américaine en 1970 et 1971, de la division Est de la Ligue américaine de 1972 à 1993, et de la division Centrale de la Ligue américaine de 1994 à 1997[2].
- Cardinals de Saint-Louis : depuis 1994, après avoir fait partie de la division Est de la Ligue nationale de 1969 à 1993.
- Cubs de Chicago : depuis 1994, après avoir fait partie de la division Est de la Ligue nationale de 1969 à 1993.
- Pirates de Pittsburgh : depuis 1994, après avoir fait partie de la division Est de la Ligue nationale de 1969 à 1993.
- Reds de Cincinnati : depuis 1994, après avoir fait partie de la division Ouest de la Ligue nationale de 1969 à 1993.

### Division Ouest
- Diamondbacks de l'Arizona : depuis leur entrée dans la MLB en 1998.
- Dodgers de Los Angeles : depuis 1969.
- Giants de San Francisco : depuis 1969.
- Padres de San Diego : depuis 1969.
- Rockies du Colorado : depuis leur entrée dans la MLB en 1993.

### Division Est
- Braves d'Atlanta : depuis 1994, après avoir été membre de la division Ouest de la Ligue nationale de 1969 à 1993.
- Marlins de Miami : depuis leur entrée dans la MLB en 1993 (à l'origine appelés Marlins de la Floride).
- Mets de New York : depuis 1969.
- Nationals de Washington : depuis l'arrivée de la franchise (anciens Expos de Montréal) à Washington en 2005.
- Phillies de Philadelphie : depuis 1969.

## Franchises

### Franchises fondatrices (1876)
Les huit franchises fondatrices de la Ligue nationale sont :
- Athletics de Philadelphie (franchise disparue)
- Red Stockings de Boston (maintenant Braves d'Atlanta)
- White Stockings de Chicago (maintenant Cubs de Chicago)
- Red Stockings de Cincinnati ()
- Dark Blues de Hartford (franchise disparue)
- Grays de Louisville (franchise disparue)
- Mutuals de New York (franchise disparue)
- Brown Stockings de Saint-Louis (franchise disparue)

### Autres franchises, 1878–1899

#### Admises en 1878
- Blues d'Indianapolis, arrêt à la fin de la saison 1878
- Grays de Milwaukee, arrêt à la fin de la saison 1878
- Grays de Providence, arrêt à la fin de la saison 1885

#### Admises en 1879
- Bisons de Buffalo, arrêt à la fin de la saison 1885
- Blues de Cleveland, arrêt à la fin de la saison 1884
- Stars de Syracuse, arrêt à la fin de la saison 1879
- Trojans de Troy, arrêt à la fin de la saison 1882

#### Admises en 1880
- Worcesters de Worcester, arrêt à la fin de la saison 1882

#### Admises en 1881
- Wolverines de Détroit, arrêt à la fin de la saison 1888

#### Admises en 1883
- Giants de New York (maintenant les Giants de San Francisco)
- Phillies de Philadelphie

#### Admises en 1885
- Maroons de Saint-Louis, arrêt à la fin de la saison 1886

#### Admises en 1886
- Cowboys de Kansas City, arrêt à la fin de la saison 1886
- Nationals de Washington, arrêt à la fin de la saison 1889

#### Admises en 1887
- Hoosiers d'Indianapolis, arrêt à la fin de la saison 1889
- Pirates de Pittsburgh

#### Admises en 1889
- Spiders de Cleveland, arrêt à la fin de la saison 1899

#### Admises en 1890
- Reds de Cincinnati
- Dodgers de Brooklyn (maintenant les Dodgers de Los Angeles)

#### Admises en 1892
- Orioles de Baltimore arrêt à la fin de la saison 1899
- Beaneaters de Boston (maintenant les Braves d'Atlanta), retour d'une franchise fondatrice de la Ligue nationale
- White Stockings / Colts de Chicago (maintenant les Cubs de Chicago), retour d'une franchise fondatrice de la Ligue nationale
- Colonels de Louisville, arrêt à la fin de la saison 1899
- Browns de Saint-Louis (maintenant les Cardinals de Saint-Louis)
- Senators de Washington arrêt à la fin de la saison 1899

### «Classic Eight»
Après la saison 1899, il reste huit franchises en Ligue nationale. Ces huit formations formeront la ligue pendant plus de cinquante ans.
- Beaneaters puis Braves de Boston
- Dodgers de Brooklyn
- White Stockings, Colts puis Cubs de Chicago
- Reds de Cincinnati
- Giants de New York
- Phillies de Philadelphie
- Pirates de Pittsburgh
- Cardinals de Saint-Louis

### Contraction, expansion et relocalisation (depuis 1953)
- 1953 : Braves de Boston transférés à Milwaukee.
- 1958 : Giants de New York transférés à San Francisco et les Dodgers de Brooklyn transférés à Los Angeles.
- 1962 : Création des deux franchises : les Colt .45s de Houston (rebaptisés Astros en 1965) et les Mets de New York.
- 1966 : Braves de Milwaukee transférés à Atlanta.
- 1969 : Création des deux franchises : les Expos de Montréal et les Padres de San Diego.
- 1993 : Création des deux franchises : les Rockies du Colorado et les Marlins de la Floride (rebaptisés les Marlins de Miami en 2012).
- 1998 : Création d'une franchise : les Diamondbacks de l'Arizona.
- 1998 : Les Brewers de Milwaukee sont transférés de la Ligue américaine vers la Ligue nationale.
- 2005 : Les Expos de Montréal transférés à Washington et rebaptisés les Nationals de Washington.
- 2013 : Les Astros de Houston sont transférés de la division Centrale de la Ligue nationale à la division Ouest de la Ligue américaine.

## Palmarès

### 1876-1968
De 1876 à 1968, le champion de la Ligue nationale est l'équipe enregistrant le meilleur ratio victoire/défaite au sein d'une poule unique.
| - 1876 : White Stockings de Chicago - 1877 : Red Caps de Boston - 1878 : Red Caps de Boston - 1879 : Grays de Providence - 1880 : White Stockings de Chicago - 1881 : White Stockings de Chicago - 1882 : White Stockings de Chicago - 1883 : Beaneaters de Boston - 1884 : Grays de Providence - 1885 : White Stockings de Chicago - 1886 : White Stockings de Chicago - 1887 : Wolverines de Détroit - 1888 : Giants de New York - 1889 : Giants de New York - 1890 : Bridegrooms de Brooklyn - 1891 : Beaneaters de Boston - 1892 : Beaneaters de Boston - 1893 : Beaneaters de Boston - 1894 : Orioles de Baltimore - 1895 : Orioles de Baltimore - 1896 : Orioles de Baltimore - 1897 : Beaneaters de Boston - 1898 : Beaneaters de Boston - 1899 : Superbas de Brooklyn - 1900 : Superbas de Brooklyn - 1901 : Pirates de Pittsburgh - 1902 : Pirates de Pittsburgh - 1903 : Pirates de Pittsburgh - 1904 : Giants de New York - 1905 : Giants de New York - 1906 : Cubs de Chicago |  | - 1907 : Cubs de Chicago - 1908 : Cubs de Chicago - 1909 : Pirates de Pittsburgh - 1910 : Cubs de Chicago - 1911 : Giants de New York - 1912 : Giants de New York - 1913 : Giants de New York - 1914 : Braves de Boston - 1915 : Phillies de Philadelphie - 1916 : Robins de Brooklyn - 1917 : Giants de New York - 1918 : Cubs de Chicago - 1919 : Reds de Cincinnati - 1920 : Robins de Brooklyn - 1921 : Giants de New York - 1922 : Giants de New York - 1923 : Giants de New York - 1924 : Giants de New York - 1925 : Pirates de Pittsburgh - 1926 : Cardinals de Saint-Louis - 1927 : Pirates de Pittsburgh - 1928 : Cardinals de Saint-Louis - 1929 : Cubs de Chicago - 1930 : Cardinals de Saint-Louis - 1931 : Cardinals de Saint-Louis - 1932 : Cubs de Chicago - 1933 : Giants de New York - 1934 : Cardinals de Saint-Louis - 1935 : Cubs de Chicago - 1936 : Giants de New York - 1937 : Giants de New York |  | - 1938 : Cubs de Chicago - 1939 : Reds de Cincinnati - 1940 : Reds de Cincinnati - 1941 : Dodgers de Brooklyn - 1942 : Cardinals de Saint-Louis - 1943 : Cardinals de Saint-Louis - 1944 : Cardinals de Saint-Louis - 1945 : Cubs de Chicago - 1946 : Cardinals de Saint-Louis - 1947 : Dodgers de Brooklyn - 1948 : Braves de Boston - 1949 : Dodgers de Brooklyn - 1950 : Phillies de Philadelphie - 1951 : Giants de New York - 1952 : Dodgers de Brooklyn - 1953 : Dodgers de Brooklyn - 1954 : Giants de New York - 1955 : Dodgers de Brooklyn - 1956 : Dodgers de Brooklyn - 1957 : Braves de Milwaukee - 1958 : Braves de Milwaukee - 1959 : Dodgers de Los Angeles - 1960 : Pirates de Pittsburgh - 1961 : Reds de Cincinnati - 1962 : Giants de San Francisco - 1963 : Dodgers de Los Angeles - 1964 : Cardinals de Saint-Louis - 1965 : Dodgers de Los Angeles - 1966 : Dodgers de Los Angeles - 1967 : Cardinals de Saint-Louis - 1968 : Cardinals de Saint-Louis |

### Depuis 1969
À partir de 1969, la Série de championnat de la Ligue nationale de baseball est instaurée pour désigner le champion de la Ligue nationale. Initialement un 3-de-5, la série devient un 4-de-7 à partir de 1985. Cette finale met aux prises les vainqueurs des deux divisions (Est et Ouest) qui forment la ligue.
En 1994, le baseball majeur crée une division Centrale et répartit les équipes entre cette nouvelle section et les deux déjà existantes. L'équipe de première place de chaque division accède aux éliminatoires, ainsi que l'équipe de deuxième place ayant conservé le meilleur rendement (meilleure deuxième ou wild card). Une ronde 3-de-5, la Série de division, précède la Série de championnat. En raison de la grève des joueurs en 1994, cette nouvelle formule d'éliminatoires sera appliquée pour la première fois en 1995.
Légende :
- Vainqueur des World Series
- WC : Equipe qualifiée en wild card

| Saison | Vainqueur                                                | Score                                                    | Finaliste                                                |
| ------ | -------------------------------------------------------- | -------------------------------------------------------- | -------------------------------------------------------- |
| 1969   | Mets de New York                                         | 3-0                                                      | Braves d'Atlanta                                         |
| 1970   | Reds de Cincinnati                                       | 3-0                                                      | Pirates de Pittsburgh                                    |
| 1971   | Pirates de Pittsburgh                                    | 3-1                                                      | Giants de San Francisco                                  |
| 1972   | Reds de Cincinnati                                       | 3-2                                                      | Pirates de Pittsburgh                                    |
| 1973   | Mets de New York                                         | 3-2                                                      | Reds de Cincinnati                                       |
| 1974   | Dodgers de Los Angeles                                   | 3-1                                                      | Pirates de Pittsburgh                                    |
| 1975   | Reds de Cincinnati                                       | 3-0                                                      | Pirates de Pittsburgh                                    |
| 1976   | Reds de Cincinnati                                       | 3-0                                                      | Phillies de Philadelphie                                 |
| 1977   | Dodgers de Los Angeles                                   | 3-1                                                      | Phillies de Philadelphie                                 |
| 1978   | Dodgers de Los Angeles                                   | 3-1                                                      | Phillies de Philadelphie                                 |
| 1979   | Pirates de Pittsburgh                                    | 3-0                                                      | Reds de Cincinnati                                       |
| 1980   | Phillies de Philadelphie                                 | 3-2                                                      | Astros de Houston                                        |
| 1981   | Dodgers de Los Angeles                                   | 3-2                                                      | Expos de Montréal                                        |
| 1982   | Cardinals de Saint-Louis                                 | 3-0                                                      | Braves d'Atlanta                                         |
| 1983   | Phillies de Philadelphie                                 | 3-1                                                      | Dodgers de Los Angeles                                   |
| 1984   | Padres de San Diego                                      | 3-2                                                      | Cubs de Chicago                                          |
| 1985   | Cardinals de Saint-Louis                                 | 4-2                                                      | Dodgers de Los Angeles                                   |
| 1986   | Mets de New York                                         | 4-2                                                      | Astros de Houston                                        |
| 1987   | Cardinals de Saint-Louis                                 | 4-3                                                      | Giants de San Francisco                                  |
| 1988   | Dodgers de Los Angeles                                   | 4-3                                                      | Mets de New York                                         |
| 1989   | Giants de San Francisco                                  | 4-1                                                      | Cubs de Chicago                                          |
| 1990   | Reds de Cincinnati                                       | 4-2                                                      | Pirates de Pittsburgh                                    |
| 1991   | Braves d'Atlanta                                         | 4-3                                                      | Pirates de Pittsburgh                                    |
| 1992   | Braves d'Atlanta                                         | 4-3                                                      | Pirates de Pittsburgh                                    |
| 1993   | Phillies de Philadelphie                                 | 4-2                                                      | Braves d'Atlanta                                         |
| 1994   | Aucun champion officiel à cause de la grève des joueurs. | Aucun champion officiel à cause de la grève des joueurs. | Aucun champion officiel à cause de la grève des joueurs. |
| 1995   | Braves d'Atlanta                                         | 4-0                                                      | Reds de Cincinnati                                       |
| 1996   | Braves d'Atlanta                                         | 4-3                                                      | Cardinals de Saint-Louis                                 |
| 1997   | Marlins de la Floride WC                                 | 4-2                                                      | Braves d'Atlanta                                         |
| 1998   | Padres de San Diego                                      | 4-2                                                      | Braves d'Atlanta                                         |
| 1999   | Braves d'Atlanta                                         | 4-2                                                      | Mets de New York WC                                      |
| 2000   | Mets de New York WC                                      | 4-1                                                      | Cardinals de Saint-Louis                                 |
| 2001   | Diamondbacks de l'Arizona                                | 4-1                                                      | Braves d'Atlanta                                         |
| 2002   | Giants de San Francisco WC                               | 4-1                                                      | Cardinals de Saint-Louis                                 |
| 2003   | Marlins de la Floride WC                                 | 4-3                                                      | Cubs de Chicago                                          |
| 2004   | Cardinals de Saint-Louis                                 | 4-3                                                      | Astros de Houston WC                                     |
| 2005   | Astros de Houston WC                                     | 4-2                                                      | Cardinals de Saint-Louis                                 |
| 2006   | Cardinals de Saint-Louis                                 | 4-3                                                      | Mets de New York WC                                      |
| 2007   | Rockies du Colorado WC                                   | 4-0                                                      | Diamondbacks de l'Arizona                                |
| 2008   | Phillies de Philadelphie                                 | 4-1                                                      | Dodgers de Los Angeles                                   |
| 2009   | Phillies de Philadelphie                                 | 4-1                                                      | Dodgers de Los Angeles                                   |
| 2010   | Giants de San Francisco                                  | 4-2                                                      | Phillies de Philadelphie                                 |
| 2011   | Cardinals de Saint-Louis WC                              | 4-2                                                      | Brewers de Milwaukee                                     |
| 2012   | Giants de San Francisco                                  | 4-3                                                      | Cardinals de Saint-Louis WC                              |
| 2013   | Cardinals de Saint-Louis WC                              | 4-2                                                      | Dodgers de Los Angeles                                   |
| 2014   | Giants de San Francisco WC                               | 4-1                                                      | Cardinals de Saint-Louis                                 |
| 2015   | Mets de New York                                         | 4-0                                                      | Cubs de Chicago WC                                       |
| 2016   | Cubs de Chicago                                          | 4-2                                                      | Dodgers de Los Angeles                                   |
| 2017   | Dodgers de Los Angeles                                   | 4-1                                                      | Cubs de Chicago                                          |
| 2018   | Dodgers de Los Angeles                                   | 4-3                                                      | Brewers de Milwaukee                                     |
| 2019   | Nationals de Washington WC                               | 4-0                                                      | Cardinals de Saint-Louis                                 |
| 2020   | Dodgers de Los Angeles                                   | 4-3                                                      | Braves d'Atlanta                                         |
| 2021   | Braves d'Atlanta                                         | 4-2                                                      | Dodgers de Los Angeles WC                                |
| 2022   | Phillies de Philadelphie WC                              | 4-1                                                      | Padres de San Diego WC                                   |
| 2023   | Diamondbacks de l'Arizona WC                             | 4-3                                                      | Phillies de Philadelphie WC                              |
| 2024   | Dodgers de Los Angeles                                   | 4-2                                                      | Mets de New York WC                                      |

## Les trophées individuels de la Ligue nationale
Principaux trophées de la Ligue américaine et leurs derniers vainqueurs (2016) :
- Joueur par excellence de la saison : Kris Bryant des Cubs de Chicago.
- Trophée Cy Young : Max Scherzer des Nationals de Washington.
- Recrue de l'année : Corey Seager des Dodgers de Los Angeles.
- Gérant de l'année : Dave Roberts des Dodgers de Los Angeles.

## Les présidents de la Ligue nationale (2007-2010)
- Joe Inglett 2007
- Angel Reyna 2019–2022
- Geoff Jenkins 2007
- Jesus Sauceda 2008–2012
- JJ Hardy 2009–2010
- Ryan Braun 2007–2014
- Tony Graffanino 2007
- Omar Narvaez 2020–2021
- Fernando Lopez 2015–2016
- Tyler Saladino 2019–2022
- Casey McGehee 2010–2021
- Ben Sheets 2007–2010
- Aramis Ramirez 2010–2012
- Gabe Gross 2006–2007
- Laynce Nix 2005–2007
- Ricardo Gonzales 2009–2010

La charge de président de la Ligue disparait en 2010.